# Konohanasakuyahime

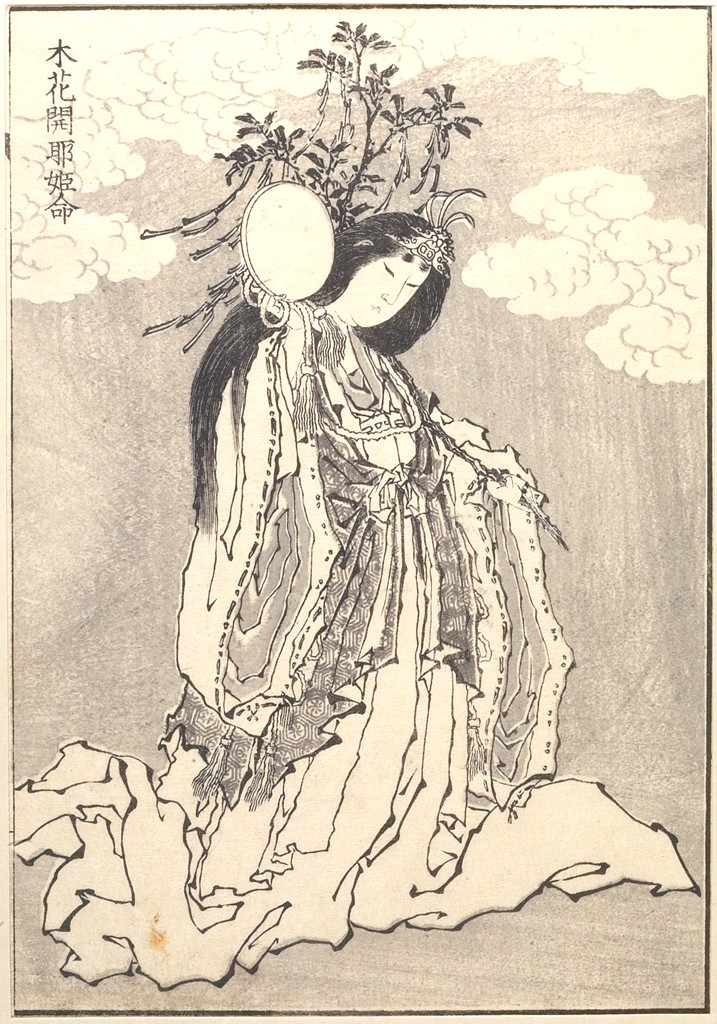
Konohanasakuyahime, Darstellung von Katsushika Hokusai, 1834

Konohanasakuyahime no mikoto (jap. コノハナ〔ノ〕サクヤヒ (ビ) メ (Kojiki: 木花之佐久夜毘売、木花 (華) 開耶姫命); Karl Florenz übersetzt mit „Die wie Baumblüten herrlich-blühende Prinzessin“, weitere Namen siehe unten) ist eine weibliche Kami in der Mythologie des Shintō, Tochter von Ōyamatsumi, Ehefrau von Ninigi und Mutter von Hoderi, Hosuseri und Hoori (Hohodemi), sowie die Kami des Fujisan.

## Ehe und Kinder
In den Mythen wird sie eingeführt als ein wunderschönes Mädchen, auf das Ninigi am Kap von Kasasa trifft. Nachdem er sich von ihr über ihren Namen, ihren Vater und ihre ältere Schwester aufklären ließ, drückt er den Wunsch aus, sich mit ihr zu begatten (gleichbedeutend mit einem Heiratsantrag). Konohanasakuyahime gibt ihm aber zu verstehen, dass das ihr Vater Ōyamatsumi entscheiden müsse. Dieser zeigt sich über Ninigis Bitten erfreut und gab ihm Konohanasakuyahime, dazu viele Geschenke und noch seine andere Tochter, Iwanaga-hime. Ninigi lehnte jedoch Iwanaga-hime ihrer Hässlichkeit wegen ab, wofür Ōyamatsumi ihn und seine Nachkommen (die Tennō) mit Sterblichkeit verfluchte. 
Gleich in der nächsten Nacht war Konohanasakuyahime schwanger (hara-mu) geworden. Ninigi glaubte nicht, dass das Kind von ihm sei und meinte, irgendein irdischer Kami müsse der Vater sein. Konohanasakuyahime antwortete ihm auf diesen Verdacht, dass ihre Niederkunft (ko-mu) unglücklich verlaufen möge, wenn der Vater tatsächlich ein irdischer Kami, glücklich aber, wenn er ein himmlischer Kami wie Ninigi sei.
Daraufhin zog sie sich in eine selbstgebaute Geburtshalle zurückzog, verschloss den Eingang mit Lehmerde und steckte die Halle in Brand und gebar während des Brandes ihre drei Söhne Hoderi, Hosuseri und Hoori (auch Hohodemi; die Namen dieser drei Kinder haben alle etwas mit Feuer zu tun und weichen in den verschiedenen Teilen und Varianten der Mythen oft voneinander ab, manchmal sind es sogar vier Kinder). Mutter und Kinder kamen bei dieser Feuerprobe nicht zu Schaden, womit die Treue von Konohanasakuyahime zu ihrem Gatten bewiesen war.

## Kult und Verehrung
Konohanasakuyahime gilt gemeinhin als Kami des Berges Fujisan. Auf seinem Gipfel befindet sich ein oku-miya (Nebenschrein eines Bergschreins) des Hauptschreins ihres Kultes, des Fujisan Hongū Sengen Taisha (富士山本宮浅間大社), der im Jahr 27 v. u. Z. von Suinin-tennō erbaut worden sein soll. Dieser Schrein hat über 1.300 bunrei (siehe shintai) vergeben. Sengen-jinja ist auch der Name vieler anderer, Konohanasakuyahime gewidmeter Schreine. Mehrere hundert befinden sich an den Hängen des Fujisan.
Es liegen allerdings keine schriftlichen Dokumente vor, die Aufschluss darüber geben, wie Konohanasakuyahime mit dem Fujisan assoziiert wurde. 

Des Weiteren ist Konohanasakuyahime die Haupt-Kami des Agata-Schreins (Hamamatsu, Präfektur Shizuoka) und des Asamine-Schreins (Nagaoka-gun, Präfektur Kōchi). In einigen weiteren Schreinen wird sie mit diversen ihrer Familienmitglieder verehrt. Viele der bedeutendsten Schreine haben zudem Nebenschreine für sie, so der Sakura-ō-toji-no-jinja des Katori-jingū (Sawara, Präfektur Chiba), der Asama-jinja des Mitsumine-Schreins (Präfektur Saitama) und der Koyasu-jinja des Taga-Taisha (Hikone, Präfektur Shiga).
Während der Edo-Zeit wurde Konohanasakuyahime auch von Geschäftsleuten und Händlern in Ōsaka und Umgebung verehrt.

## Namen
Die gebräuchlichsten Namen von Konohanasakuyahime sind:
- Ataka-ashi-tsu-hime
- Ka-ashi-tsu-hime[3] (bei Florenz „Hirsch-Schilf-Prinzessin“)
- Kami-ataka-ashi-tsu-hime
- Kamu-ata-tsu-hime (bei Florenz „Die göttliche Prinzessin von Ata“)
- Kamu-toyo-ata-tsu-hime
- Toyo-ata-tsu-hime
- Ko-no-hana-no-saku-ya-hime[3]